# Песни на стихи Ильи Резника (миньон)
«Песни на стихи Ильи Резника исполняет Алла Пугачёва» — миньон Аллы Пугачёвой, выпущенный в СССР фирмой «Мелодия» в 1985 году.
На миньоне поместились три песни, созданные на стихи Ильи Резника: «Делу время», «Без меня», «И в этом вся моя вина». Премьера первых двух композиций состоялась на «Новогоднем Голубом огоньке» в ночь на 1 января 1985 года; обе песни сразу же стали суперхитами.
Несмотря на популярность, песни из миньона не включались ни в одну из долгоиграющих пластинок певицы. В составе альбомов они появились на компакт-дисках бокс-сета «Коллекция» лишь в 1996 году.

## Список композиций
Все тексты написаны Ильёй Резником.
| №                   | Название            | Музыка              | Аккомпанемент | Длительность |
| ------------------- | ------------------- | ------------------- | --- | ------------ |
| 1.                  | «Делу время»        | Раймонд Паулс       | Эстрадный оркестр лёгкой и джазовой музыки телевидения и радио Латвийской ССР, руководитель и дирижёр Раймонд Паулс | 3:00         |
| 2.                  | «Без меня»          | Раймонд Паулс       | Эстрадный оркестр лёгкой и джазовой музыки телевидения и радио Латвийской ССР, руководитель и дирижёр Раймонд Паулс | 3:20         |
| Общая длительность: | Общая длительность: | Общая длительность: | Общая длительность:                                                                                                 | 6:20         |

| №                   | Название                | Музыка              | Аккомпанемент                                                    | Длительность |
| ------------------- | ----------------------- | ------------------- | ---------------------------------------------------------------- | ------------ |
| 1.                  | «И в этом вся моя вина» | Алла Пугачёва       | Инструментальный ансамбль «Рецитал», руководитель Руслан Горобец | 5:40         |
| Общая длительность: | Общая длительность:     | Общая длительность: | Общая длительность:                                              | 5:40         |

## Участники записи
- Оркестр Латвийского радио и телевидения под управлением Раймонда Паулса; запись Латвийского радио и ТВ (1, 2)
- Инструментальный ансамбль «Рецитал», руководитель Руслан Горобец; запись Всесоюзной студии грамзаписи (3).